# Качаново
Качаново (пол. Kaczanowo, нім. Entenau) — село в Польщі, у гміні Вжесня Вжесінського повіту Великопольського воєводства.
Населення — 978 осіб (2011).
У 1975-1998 роках село належало до Познанського воєводства.

## Демографія
Демографічна структура станом на 31 березня 2011 року:
|          | Загалом | Допрацездатний вік | Працездатний вік | Постпрацездатний вік |
| -------- | ------- | ------------------ | ---------------- | -------------------- |
| Чоловіки | 494     | 132                | 323              | 39                   |
| Жінки    | 484     | 115                | 276              | 93                   |
| Разом    | 978     | 247                | 599              | 132                  |